# Yucuribampo
Yucuribampo (en idioma yaqui: "huirotes en al agua")  es un ejido del municipio de Cajeme ubicado en el sur del estado mexicano de Sonora, en la zona del valle del Yaqui. Según los datos del Censo de Población y Vivienda realizado en 2020 por el Instituto Nacional de Estadística y Geografía (INEGI), Yucuribampo tiene un total de 637 habitantes.

## Geografía
Yucuribampo se sitúa en las coordenadas geográficas 27°25'06" de latitud norte y 109°50'06" de longitud oeste del meridiano de Greenwich, a una elevación de 55 metros sobre el nivel del mar.